# Mira Kuisle
Mira Kuisle (* 31. Dezember 1974) ist eine frühere deutsche Biathletin.
Mira Kuisle gehörte in der Mitte der 1990er Jahre zum erweiterten Aufgebot des deutschen Nationalkaders. In der Saison 1995/96 wurde sie mehrfach im Biathlon-Weltcup eingesetzt. Ihr erstes Rennen bestritt sie 1996 bei einem Einzel in Pokljuka, wo sie den 44. Platz belegte. Es war zugleich ihr bestes Ergebnis im Weltcup. Zwei weitere Einsätze in Hochfilzen, Platz 58 im Einzel und 72 im Sprint, folgten. Der größte Erfolg Kuisles wurde allerdings der Gewinn des Sprint-Titels bei den Deutschen Meisterschaften 1996.

## Biathlon-Weltcup-Platzierungen
Die Tabelle zeigt alle Platzierungen (je nach Austragungsjahr einschließlich Olympische Spiele und Weltmeisterschaften).
- 1.–3. Platz: Anzahl der Podiumsplatzierungen
- Top 10: Anzahl der Platzierungen unter den ersten zehn (einschließlich Podium)
- Punkteränge: Anzahl der Platzierungen innerhalb der Punkteränge (einschließlich Podium und Top 10)
- Starts: Anzahl gelaufener Rennen in der jeweiligen Disziplin

| Platzierung                                         | Einzel | Sprint | Verfolgung | Massenstart | Staffel | Gesamt |
| --------------------------------------------------- | ------ | ------ | ---------- | ----------- | ------- | ------ |
| 1. Platz                                            |        |        |            |             |         |        |
| 2. Platz                                            |        |        |            |             |         |        |
| 3. Platz                                            |        |        |            |             |         |        |
| Top 10                                              |        |        |            |             |         |        |
| Punkteränge                                         |        |        |            |             |         |        |
| Starts                                              | 2      | 1      |            |             |         | 3      |
| Stand: möglicherweise sind die Daten nicht komplett |        |        |            |             |         |        |